# 星耀站
星耀站是一个集通线上的铁路车站，位于内蒙古自治区锡林郭勒盟正镶白旗星耀镇，建于1995年，目前为五等站，邮政编码为027118。目前客运：办理旅客乘降；不办理行李、包裹托运；不办理货运营业。